# 奥尔蒂永
奥尔蒂永（法語：Ortillon，法語發音：[ɔʁtijɔ̃]）是法国奥布省的一个市镇，位于该省北部，属于特鲁瓦区。

## 地理
奥尔蒂永（48°30'46"N, 4°14'54"E）面积8.02 平方千米，位于法国大東部大區奥布省，该省份为法国中北部省份，北起马恩省，西接塞纳-马恩省，西南至约讷省，东南至科多尔省，东临上马恩省。
与奥尔蒂永接壤的市镇（或旧市镇、城区）包括：绍德雷、伊勒欧比尼、蒙叙赞、沃普瓦松、武埃。

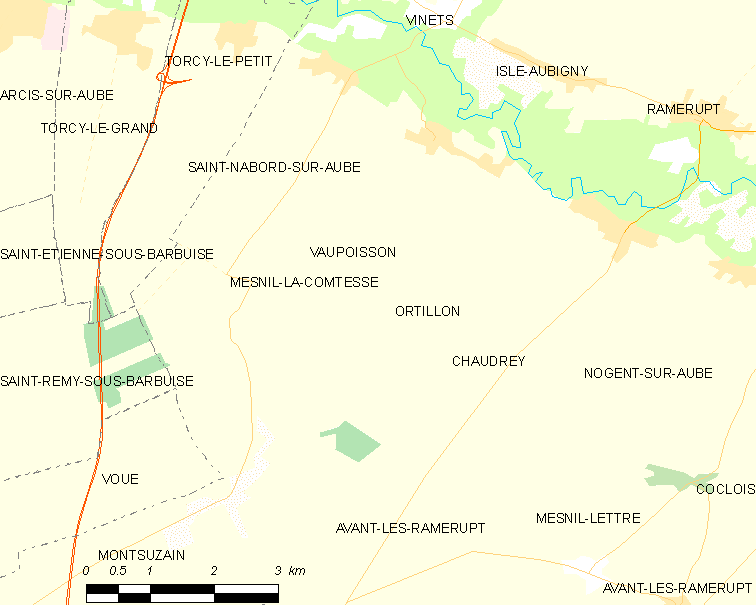
奥尔蒂永的OSM定位图

奥尔蒂永的时区为UTC+01:00、UTC+02:00（夏令时）。

## 行政
奥尔蒂永的邮政编码为10700，INSEE市镇编码为10273。

## 政治
奥尔蒂永所属的省级选区为奥布河畔阿尔西县。

## 人口

1962-2008年间奥尔蒂永人口变化图示

奥尔蒂永于2022年1月1日时的人口数量为22人。